# Extra EA-300
O Extra EA-300 é um avião de acrobacia aérea. É considerado um dos melhores aviões do tipo de todos os tempos. É capaz de atingir velocidades superiores a 450km/h.